# Reacció de Mitsunobu
La reacció de Mitsunobu és una reacció orgànica molt versàtil que permet l'alquilació de tota mena de compostos acídics (àcids carboxílics, fenols, imides, oximes i metilens actius entre d'altres) utilitzant alcohols com a agents alquilants.
La reacció es porta a terme a temperatura ambient en un dissolvent apròtic anhidre. El sistema trifenilfosfina (TPP)/azodicarboxilat de dietil (DEAD) és el més utilitzat, però també es poden fer servir altres fosfines, com ara la tributilfosfina (TBP), o bé altres compostos azodicarboxilats com l'azodicarboxilat de diisopropil (DIAD). La reacció va ser descoberta per Oyo Mitsunobu (1934–2003).
S'han publicat nombrosos exemples d'aquesta reacció.

## Mecanisme de la reacció
El mecanisme d'aquesta reacció consta de les etapes següents: en primer lloc, l'addició de la fosfina (2) sobre l'azodicarboxilat de dietil condueix a la formació de la sal d'amoni quaternària (3). Seguidament, la protonació d'aquesta sal amb un compost acídic (4) dona l'intermedi (5), el qual reacciona amb una molècula d'alcohol (6) per obtenir la sal d'alcoxifosfoni (11), formant com a subproducte la hidrazina (7). Finalment la reacció de substitució nucleòfila condueix a la formació del producte alquilat (12) i a l'eliminació de l'òxid de fosfina (13).
El sistema DEAD/TPP es pot considerar com un sistema redox en què l'azodicarboxilat de dietil es redueix a hidracinodicarboxilat de dietil, i la trifenilfosfina s'oxida a òxid de trifenilfosfina.